# Valerie Anand
Valerie Anand é uma escritora britânica de ficção histórica.

## Ficção
Sob o pseudônimo de Fiona Buckley, escreveu uma série de romances de mistério cuja ação transcorre no reinado de Elizabeth I da Inglaterra, protagonizados por "Ursula Blanchard" (cujo nome completo é Ursula Faldene Blanchard de la Roche Stannard). Com seu próprio nome de batismo, escreveu ficção histórica baseada na realeza da Inglaterra e a série Bridges over Time a qual acompanha uma família do século XI ao século XIX.

## Livros deUrsula Blanchard
- To Shield the Queen (©1997) ISBN 0-671-01531-1
- The Doublet Affair (©1998) ISBN 0-671-01532-X
- Queen's Ransom (©2000) ISBN 0-671-03293-3
- To Ruin a Queen (©2000) ISBN 0-671-03294-1
- Queen of Ambition (©2002) ISBN 0-7434-1030-0
- A Pawn for a Queen (©2002) ISBN 0-7432-0265-1
- The Fugitive Queen (2004) ISBN 0-7434-5748-X
- The Siren Queen (2004) ISBN 0-7432-3752-8

## SérieBridges Over Time
- The Proud Villeins (©1992)ISBN 0-312-08282-7
- The Ruthless Yeomen (©1991) ISBN 0-312-08884-1
- The Women of Ashdon (©1993) ISBN 0-312-09417-5
- The Faithful Lovers (©1993) ISBN 0-312-10979-2
- The Cherished Wives (©1996) ISBN 0-312-13943-8
- The Dowerless Sisters (©1995) ISBN 0-7472-1267-8

## SérieNorman
- Gildenford (©1977) ISBN 0-684-14896-X
- The Norman Pretender (©1982) ISBN 0-684-16099-4
- The Disputed Crown (©1982) ISBN 0-684-17629-7

## Outros romances históricos
- King of the Wood (©1984) ISBN 0-312-02939-X
- Crown of Roses (©1989) ISBN 0-312-03315-X (sobre o fim da Guerra das Rosas)